# Михаило Христифор Ристић
Михаил Христифор Ристић (Бела Црква, 1829 — 1897) био је филозоф и правник.

## Биографија
Завршио је гимназију у Вршцу и Сремским Карловцима. По свом образовању је филозоф јер је свршио студиј филозофије на Лицеју у Сегедину (1847/8), а исто тако и правник, будући да је студиј права завршио у Пешти 1851. године. Осам школских година (1853-1861) предавао је на немачком језику историју и филозофску пропедеутику у сремско карловачкој гимназији. У исто то доба објавио је и своју Систему целокупне философије, у десет књига. Након кратке професуре у карловачкој гимназији био је адвокат и народни посланик у Белој Цркви.

## Филозофија
Ристић је представник синтетичког и критицистичког неокантовства у ондашњој српској школској филозофији.
Први је у српској историји филозофије понудио систематски преглед светске историје филозофије (Система целокупне философіе, Исторіа философіе, У Карловцы, 1860). Тај је приказ почео с филозофијом код старих источних народа, па све преко грчке филозофије, хришћанства, нововековне и немачке класичне филозофије, до критицизма за који каже како је то најбоља филозофија уопште. Овај први систематски приручник историје филозофије код Срба по обиму је знатно надмашен већ 1865. године, када је хегеловац Димитрије Матић објавио своју верзију адаптације хегеловски интониране Швеглерове историје филозофије, наравно, с приметним одступањима.